# Diskografie Major Lazer
Toto je seznam vydané diskografie amerického hudebního projektu Major Lazer.

## Alba

### Studiová alba
| Guns Don't Kill People... Lazers Do                                                     | - Vydáno: 16. června 2009 - Vydavatelství: Downtown         | 169 | 7 | — | —  | 95 | — | —   | —  | —  | —  |              |                                           |
| Free the Universe                                                                       | - Vydáno: 16. dubna 2013 - Vydavatelství: Secretly Canadian | 34  | 1 | 5 | 53 | 9  | — | 34  | 17 | 45 | 34 | - US: 48,000 |                                           |
| Peace Is the Mission                                                                    | - Vydáno: 1. června 2015 - Vydavatelství: Mad Decent        | 12  | 1 | 5 | 32 | 9  | 5 | 11  | 13 | 11 | 25 |              | - RIAA: Gold - BPI: Gold - SNEP: Platinum |
| Music Is the Weapon                                                                     | - Vydáno: 23. října 2020 - Vydavatelství: Mad Decent        | —   | 5 | — | —  | —  | — | 155 | —  | —  | —  |              |                                           |
| Piano Republik (s Major League DJz)                                                     | - Vydáno: 24. března 2023 - Vydavatelství: Mad Decent       | —   | — | — | —  | —  | — | —   | —  | —  | —  |              |                                           |
| "—" značí, že se nahrávka neumístila v hitparádách nebo v tomto území ani nebyla vydána |                                                             |     |   |   |    |    |   |     |    |    |    |              |                                           |

### Kompilační alba
| Název                  | Detaily                                              | Umístění v hitparádách | Umístění v hitparádách | Umístění v hitparádách | Umístění v hitparádách | Umístění v hitparádách | Certifikace |
| Název                  | Detaily                                              | US                     | US Dance               | AUS                    | CAN                    | UK                     | Certifikace |
| ---------------------- | ---------------------------------------------------- | ---------------------- | ---------------------- | ---------------------- | ---------------------- | ---------------------- | ----------- |
| Major Lazer Essentials | - Vydáno: 19. října 2018 - Vydavatelství: Mad Decent | 188                    | 3                      | 74                     | 74                     | 99                     | - BPI: Gold |

### Remixová alba
| Název                     | Detaily o albu                                        |
| ------------------------- | ----------------------------------------------------- |
| Lazer Strikes Back Vol. 1 | - Vydáno: 25. února 2013 - Vydavatelství: Mad Decent  |
| Lazer Strikes Back Vol. 2 | - Vydáno: 8. března 2013 - Vydavatelství: Mad Decent  |
| Lazer Strikes Back Vol. 3 | - Vydáno: 22. března 2013 - Vydavatelství: Mad Decent |
| Lazer Strikes Back Vol. 4 | - Vydáno: 5. dubna 2013 - Vydavatelství: Mad Decent   |

### Mixtapy
- 2009: Major Lazer Essential Mix
- 2010: Lazerproof (s La Roux)[20]
- 2010: Major Lazer Summer Mix
- 2013: Major Lazer Workout Mix
- 2014: Major Lazer's Walshy Fire Presents: Jesse Royal – Royally Speaking

## Extended play
| Název                                                                                   | Detaily                                                                 | Umístění v hitparádách | Umístění v hitparádách | Umístění v hitparádách | Umístění v hitparádách | Umístění v hitparádách | Umístění v hitparádách | Umístění v hitparádách | Umístění v hitparádách |
| Název                                                                                   | Detaily                                                                 | US                     | US Dance               | DEN                    | FRA                    | ITA                    | NZ                     | SWE                    | SWI                    |
| --------------------------------------------------------------------------------------- | ----------------------------------------------------------------------- | ---------------------- | ---------------------- | ---------------------- | ---------------------- | ---------------------- | ---------------------- | ---------------------- | ---------------------- |
| Lazers Never Die                                                                        | - Vydáno: 20. července 2010 - Vydavatelství: Mad Decent                 | —                      | 17                     | —                      | —                      | —                      | —                      | —                      | —                      |
| Original Don                                                                            | - Vydáno: 4. listopadu 2011 - Vydavatelství: Mad Decent                 | —                      | —                      | —                      | —                      | —                      | —                      | —                      | —                      |
| Apocalypse Soon                                                                         | - Vydáno: 25. února 2014 - Vydavatelství: Secretly Canadian, Mad Decent | 137                    | 6                      | —                      | 141                    | —                      | 28                     | —                      | —                      |
| Know No Better                                                                          | - Vydáno: 1. června 2017 - Vydavatelství: Mad Decent                    | 91                     | 3                      | 32                     | 81                     | 80                     | —                      | 8                      | 47                     |
| Africa Is the Future                                                                    | - Vydáno: 20. března 2019 - Vydavatelství: Mad Decent                   | —                      | —                      | —                      | —                      | —                      | —                      | —                      | —                      |
| Soca Storm                                                                              | - Vydáno: 28. ledna 2020 - Vydavatelství: Mad Decent                    | —                      | —                      | —                      | —                      | —                      | —                      | —                      | —                      |
| "—" značí, že se nahrávka neumístila v hitparádách nebo v tomto území ani nebyla vydána |                                                                         |                        |                        |                        |                        |                        |                        |                        |                        |

## Singly

### Jako hlavní umělec
| "Hold the Line" (feat. Mr. Lexx a Santigold)                                            | 2009 | —  | —  | —  | —  | —  | —  | —   | —  | —  | —   | | Guns Don't Kill People... Lazers Do           |
| "Pon de Floor" (feat. Vybz Kartel a Afrojack)                                           | 2009 | —  | —  | —  | —  | —  | —  | —   | —  | —  | 125 | | Guns Don't Kill People... Lazers Do           |
| "Keep It Goin' Louder" (feat. Nina Sky a Ricky Blaze)                                   | 2009 | —  | —  | 4  | —  | —  | —  | —   | —  | —  | —   | | Guns Don't Kill People... Lazers Do           |
| "Jump Up" (feat. Leftside a Supahype)                                                   | 2009 | —  | —  | —  | —  | —  | —  | —   | —  | —  | —   | | Guns Don't Kill People... Lazers Do           |
| "Original Don" (feat. The Partysquad)                                                   | 2011 | —  | —  | —  | —  | —  | —  | —   | —  | —  | —   | | Original Don                                  |
| "Get Free" (feat. Amber Coffman)                                                        | 2012 | —  | —  | —  | 39 | —  | 3  | 59  | 8  | —  | 56  | - BPI: Silver | Free the Universe                             |
| "Jah No Partial" (feat. Flux Pavilion)                                                  | 2012 | —  | 30 | —  | —  | —  | —  | —   | —  | —  | —   | | Free the Universe                             |
| "Watch Out for This (Bumaye)" (feat. Busy Signal, The Flexican a FS Green)              | 2013 | —  | 41 | —  | 87 | 40 | 5  | 4   | 6  | 23 | 161 | - BEA: Platinum - SNEP: Platinum | Free the Universe                             |
| "Bubble Butt" (feat. Bruno Mars, Tyga a Mystic)                                         | 2013 | 56 | 8  | 39 | 39 | —  | 24 | 67  | 42 | —  | 151 | - RIAA: Gold | Free the Universe                             |
| "Scare Me" (feat. Peaches a Timberlee)                                                  | 2013 | —  | —  | —  | —  | —  | —  | —   | —  | —  | —   | | Free the Universe                             |
| "Keep Cool (Life Is What)" (feat. Shaggy a Wynter Gordon)                               | 2013 | —  | —  | —  | —  | —  | —  | —   | —  | —  | —   | | Free the Universe                             |
| "Aerosol Can" (feat. Pharrell Williams)                                                 | 2014 | —  | —  | —  | 37 | —  | —  | —   | —  | —  | —   | | Apocalypse Soon                               |
| "Come On to Me" (feat. Sean Paul)                                                       | 2014 | —  | —  | —  | —  | —  | 36 | 21  | 42 | —  | —   | | Apocalypse Soon                               |
| "Lean On" (s DJ Snake feat. MØ)                                                         | 2015 | 4  | 1  | 18 | 1  | 3  | 2  | 2   | 1  | 1  | 2   | - RIAA: 10× Platinum - ARIA: 10× Platinum - BEA: 3× Platinum - BPI: 4× Platinum - IFPI AUT: Platinum - IFPI SWI: 2× Platinum             | Peace Is the Mission                          |
| "Powerful" (feat. Ellie Goulding a Tarrus Riley)                                        | 2015 | 83 | 5  | 36 | 7  | 55 | 30 | 78  | 31 | 53 | 54  | - RIAA: Gold - ARIA: Platinum - BPI: Silver                                                                                              | Peace Is the Mission                          |
| "Lost" (feat. MØ)                                                                       | 2015 | —  | —  | —  | —  | —  | —  | —   | —  | —  | —   | | Peace Is the Mission                          |
| "Light It Up (Remix)" (feat. Nyla a Fuse ODG)                                           | 2015 | 73 | 6  | —  | 54 | 9  | 4  | 14  | 2  | 7  | 7   | - RIAA: 2× Platinum - ARIA: Gold - BEA: 2× Platinum - BPI: Platinum - IFPI AUT: Gold                                                     | Peace Is the Mission                          |
| "Who Am I" (s Katy B a Craig David)                                                     | 2016 | —  | —  | —  | —  | —  | —  | —   | —  | —  | 89  | | Honey                                         |
| "Boom" (s MOTi feat. Ty Dolla $ign, WizKid a Kranium)                                   | 2016 | —  | 27 | —  | —  | 57 | 48 | 53  | 33 | —  | —   | - SNEP: Gold | Peace Is the Mission                          |
| "Cold Water" (feat. Justin Bieber a MØ)                                                 | 2016 | 2  | 1  | 1  | 1  | 1  | 1  | 2   | 1  | 1  | 1   | - RIAA: 4× Platinum - ARIA: 5× Platinum - BEA: 2× Platinum - BPI: 3× Platinum - IFPI AUT: Platinum - SNEP: Platinum - IFPI SWI: Platinum | Major Lazer Essentials                        |
| "Believer" (se Showtek)                                                                 | 2016 | —  | 19 | —  | —  | —  | —  | 48  | 23 | —  | —   | | Singl bez alb                                 |
| "Run Up" (feat. PartyNextDoor a Nicki Minaj)                                            | 2017 | 66 | 9  | —  | 27 | 39 | 31 | 16  | 16 | 25 | 20  | - ARIA: Gold - BPI: Platinum | Major Lazer Essentials                        |
| "Know No Better" (feat. Travis Scott, Camila Cabello a Quavo)                           | 2017 | 87 | 10 | 36 | 34 | 45 | 38 | 18  | 16 | 30 | 15  | - RIAA: Gold - BEA: Gold - BPI: Platinum - ARIA: 2× Platinum - SNEP: Platinum                                                            | Know No Better                                |
| "Sua Cara" (feat. Anitta a Pabllo Vittar)                                               | 2017 | —  | 26 | —  | —  | —  | —  | —   | —  | —  | —   | | Know No Better                                |
| "Leg Over (Remix)" (s Mr Eazi feat. French Montana a Ty Dolla $ign)                     | 2017 | —  | —  | —  | —  | —  | —  | —   | —  | —  | —   | | Singly bez alb                                |
| "Miss You" (s Cashmere Cat a Tory Lanez)                                                | 2018 | —  | 10 | —  | 65 | —  | —  | —   | 95 | —  | —   | | Singly bez alb                                |
| "Tip Pon It" (se Sean Paul)                                                             | 2018 | —  | 40 | —  | —  | —  | —  | —   | —  | —  | —   | | Mad Love the Prequel                          |
| "Loko" (s Tropkillaz feat. MC Kevinho a Busy Signal)                                    | 2018 | —  | —  | —  | —  | —  | —  | —   | —  | —  | —   | - PMB: Gold | Singl bez alb                                 |
| "Let Me Live" (s Rudimental feat. Anne-Marie a Mr Eazi)                                 | 2018 | —  | 20 | —  | 77 | —  | 16 | —   | 73 | 99 | 42  | - ARIA: Gold - BPI: Sliver | Toast to Our Differences                      |
| "All My Life" (feat. Burna Boy)                                                         | 2018 | —  | —  | —  | —  | —  | —  | —   | —  | —  | —   | | Major Lazer Essentials a Africa Is the Future |
| "Orkant/Balance Pon It" (feat. Babes Wodumo)                                            | 2018 | —  | —  | —  | —  | —  | —  | —   | —  | —  | —   | | Major Lazer Essentials a Africa Is the Future |
| "Tied Up" (feat. Mr Eazi & Raye)                                                        | 2018 | —  | 30 | —  | —  | —  | —  | —   | —  | —  | —   | | Major Lazer Essentials a Africa Is the Future |
| "Loyal" (feat. Kizz Daniel a Kranium)                                                   | 2018 | —  | —  | —  | —  | —  | —  | —   | —  | —  | —   | | Major Lazer Essentials a Africa Is the Future |
| "Blow That Smoke" (feat. Tove Lo)                                                       | 2018 | —  | 21 | —  | —  | —  | —  | —   | —  | —  | —   | | Major Lazer Essentials                        |
| "Can't Take It from Me" (feat. Skip Marley)                                             | 2019 | —  | 20 | —  | —  | —  | —  | —   | —  | —  | —   | | Music Is the Weapon                           |
| "Make It Hot" (s Anitta)                                                                | 2019 | —  | 23 | —  | —  | —  | —  | —   | —  | —  | —   | | Singl bez alb                                 |
| "Que Calor" (feat. J Balvin a El Alfa)                                                  | 2019 | —  | 6  | 46 | —  | —  | —  | 14  | 91 | 53 | —   | - RIAA: Gold | Music Is the Weapon                           |
| "Trigger" (s Khalid)                                                                    | 2019 | —  | —  | —  | 46 | —  | —  | —   | —  | 96 | 95  | | Music Is the Weapon                           |
| "Evapora" (s Iza a Ciara)                                                               | 2019 | —  | —  | —  | —  | —  | —  | —   | —  | —  | —   | | Singl bez alb                                 |
| "Rave de Favela" (s MC Lan a Anitta feat. Beam)                                         | 2020 | —  | —  | —  | —  | —  | —  | —   | —  | —  | —   | | Music Is the Weapon                           |
| "Lay Your Head on Me" (feat. Marcus Mumford)                                            | 2020 | —  | 11 | —  | —  | —  | 43 | —   | —  | —  | —   | | Music Is the Weapon                           |
| "Oh My Gawd" (s Mr Eazi feat. Nicki Minaj a K4mo)                                       | 2020 | —  | 11 | —  | —  | —  | —  | —   | —  | —  | —   | | Music Is the Weapon                           |
| "QueLoQue" (feat. Paloma Mami)                                                          | 2020 | —  | 17 | —  | —  | —  | —  | —   | —  | —  | —   | | Music Is the Weapon                           |
| "Pra te Machucar" (s Ludmilla feat. ÀTTØØXXÁ a Suku Ward)                               | 2021 | —  | —  | —  | —  | —  | —  | —   | —  | —  | —   | | Music Is the Weapon (Reloaded)                |
| "Diplomatico" (feat. Guaynaa)                                                           | 2021 | —  | 28 | —  | —  | —  | —  | —   | —  | —  | —   | | Music Is the Weapon (Reloaded)                |
| "Titans" (feat. Sia a Labrinth)                                                         | 2021 | —  | 18 | —  | —  | —  | —  | 172 | —  | 82 | —   | - SNEP: Gold | Music Is the Weapon (Reloaded)                |
| "—" značí, že se nahrávka neumístila v hitparádách nebo v tomto území ani nebyla vydána |      |    |    |    |    |    |    |     |    |    |     | |                                               |

### Jako vedlejší umělec
| "Naughty Ride" (WizKid feat. Major Lazer)                                               | 2017 | 154 | Sounds from the Other Side |
| "Walking" (Joji a Jackson Wang feat. Swae Lee & Major Lazer)                            | 2019 | —   | Head in the Clouds II      |
| "—" značí, že se nahrávka neumístila v hitparádách nebo v tomto území ani nebyla vydána |      |     |                            |

### Promo singly
| Název                                                                                   | Rok  | Umístění v hitparádách | Umístění v hitparádách | Umístění v hitparádách | Certifikace     | Album                |
| Název                                                                                   | Rok  | US Dance               | AUS                    | FRA                    | Certifikace     | Album                |
| --------------------------------------------------------------------------------------- | ---- | ---------------------- | ---------------------- | ---------------------- | --------------- | -------------------- |
| "Roll the Bass"                                                                         | 2015 | 50                     | —                      | —                      |                 | Peace Is the Mission |
| "Night Riders" (feat. Travi$ Scott, 2 Chainz, Pusha T a Mad Cobra)                      | 2015 | 40                     | —                      | —                      |                 | Peace Is the Mission |
| "Too Original" (feat. Elliphant a Jovi Rockwell)                                        | 2015 | 21                     | —                      | 143                    |                 | Peace Is the Mission |
| "Be Together" (feat. Wild Belle)                                                        | 2015 | 29                     | 33                     | 150                    |                 | Peace Is the Mission |
| "Light It Up" (feat. Nyla)                                                              | 2015 | 19                     | —                      | —                      | - BPI: Platinum | Peace Is the Mission |
| "My Number" (s Bad Royale)                                                              | 2016 | —                      | —                      | —                      |                 | Singl bez alb        |
| "—" značí, že se nahrávka neumístila v hitparádách nebo v tomto území ani nebyla vydána |      |                        |                        |                        |                 |                      |

## Další umístěné písně
| Název                                                                                   | Rok  | Umístění v hitparádách | Umístění v hitparádách | Umístění v hitparádách | Umístění v hitparádách | Umístění v hitparádách | Umístění v hitparádách | Umístění v hitparádách | Umístění v hitparádách | Umístění v hitparádách | Album                             |
| Název                                                                                   | Rok  | US Dance               | US Dance Digital       | BEL                    | CAN                    | FRA                    | MEX Esp.               | SPA                    | UK                     | VEN                    | Album                             |
| --------------------------------------------------------------------------------------- | ---- | ---------------------- | ---------------------- | ---------------------- | ---------------------- | ---------------------- | ---------------------- | ---------------------- | ---------------------- | ---------------------- | --------------------------------- |
| "All My Love" (feat. Ariana Grande)                                                     | 2014 | —                      | —                      | 35                     | —                      | 135                    | —                      | —                      | 194                    | —                      | Hunger Games: Síla vzdoru 1. část |
| "All My Love" (Remix) (feat. Ariana Grande a Machel Montano)                            | 2015 | 15                     | 12                     | —                      | 87                     | —                      | —                      | —                      | —                      | —                      | Peace Is the Mission              |
| "Buscando Huellas" (feat. J Balvin a Sean Paul)                                         | 2017 | 37                     | —                      | —                      | —                      | 154                    | 22                     | 58                     | —                      | 33                     | Know No Better                    |
| "Particula" (s DJ Maphorisa feat. Nasty C, Ice Prince, Patoranking, a Jidenna)          | 2017 | 42                     | —                      | —                      | —                      | —                      | —                      | —                      | —                      | —                      | Know No Better                    |
| "En La Cara" (feat. Karol G)                                                            | 2018 | —                      | —                      | —                      | —                      | —                      | 45                     | —                      | —                      | —                      | Singl bez alb                     |
| "Already" (Beyoncé feat. Shatta Wale a Major Lazer)                                     | 2019 | —                      | —                      | —                      | —                      | —                      | —                      | —                      | 95                     | —                      | Lví král                          |
| "Hell and High Water" (feat. Alessia Cara)                                              | 2020 | 14                     | 21                     | —                      | —                      | —                      | —                      | —                      | —                      | —                      | Music Is the Weapon               |
| "C'est cuit" (feat. Aya Nakamura a Swae Lee)                                            | 2021 | —                      | —                      | —                      | —                      | 72                     | —                      | —                      | —                      | —                      | Music Is the Weapon (Reloaded)    |
| "Closer to You" (Jungkook feat. Major Lazer)                                            | 2023 | 6                      | 2                      | —                      | —                      | —                      | —                      | —                      | —                      | 52                     | Golden                            |
| "Sofia" (s Fuerza Regida a Alok)                                                        | 2024 | 20                     | —                      | —                      | —                      | —                      | —                      | —                      | —                      | —                      | Pero No Te Enamores               |
| "—" značí, že se nahrávka neumístila v hitparádách nebo v tomto území ani nebyla vydána |      |                        |                        |                        |                        |                        |                        |                        |                        |                        |                                   |

## Spolu umělec
| Název               | Rok  | Další umělec            | Album                     |
| ------------------- | ---- | ----------------------- | ------------------------- |
| "Push and Shove"    | 2012 | No Doubt, Busy Signal   | Push and Shove            |
| "Pressure"          | 2013 | Chase & Status          | Brand New Machine         |
| "We Make It Bounce" | 2014 | Dillon Francis, Stylo G | Money Sucks, Friends Rule |
| "Christmas Trees"   | 2016 | Protoje                 | A Very Decent Christmas 4 |
| "My Love"           | 2017 | Wale, Wizkid, Dua Lipa  | Shine                     |
| "Already"           | 2019 | Beyoncé, Shatta Wale    | Lví král                  |

## Remixy
| Rok  | Umělec                                      | Skladba                                                                    |
| ---- | ------------------------------------------- | -------------------------------------------------------------------------- |
| 2010 | Gyptian                                     | "Hold You" (Major Lazer Remix)                                             |
| 2010 | Cajmere                                     | "Percolator" (Major Lazer Remix)                                           |
| 2011 | Beastie Boys                                | "Don't Play No Game That I Can't Win" (Major Lazer Beastie Remix Edition)  |
| 2012 | Hot Chip                                    | "Look at Where We Are" (Major Lazer Remix)                                 |
| 2012 | Hot Chip                                    | "Look at Where We Are" (Major Lazer vs. Junior Blender Mix)                |
| 2012 | No Doubt                                    | "Settle Down" (Major Lazer Remix)                                          |
| 2012 | The Prodigy                                 | "Smack My Bitch Up" (Major Lazer Remix)                                    |
| 2012 | Popcaan                                     | "Party Shot (Ravin Part 2)" (Major Lazer and ETC!ETC! Remix)               |
| 2012 | Bruno Mars                                  | "Locked Out of Heaven" (Major Lazer Remix)                                 |
| 2013 | Bunji Garlin                                | "Differentology" (Major Lazer Remix)                                       |
| 2013 | Dada Life                                   | "Boing Clash Boom" (Major Lazer Remix)                                     |
| 2013 | Konshens                                    | "Gal a Bubble" (Major Lazer, Bro Safari and ETC!ETC! Remix)                |
| 2013 | No Doubt (feat. Busy Signal)                | "Push and Shove" (Dismantle and Major Lazer Remix)                         |
| 2013 | Jack Beats                                  | "KYD" (Major Lazer and Jack Beats Remix)                                   |
| 2013 | Machel Montano                              | "The Fog" (Major Lazer and Grandtheft Remix)                               |
| 2013 | Macklemore & Ryan Lewis                     | "Can't Hold Us" (Major Lazer Remix)                                        |
| 2014 | Dimitri Vegas & Like Mike, Dvbbs a Borgeous | "Stampede" (Major Lazer and P.A.F.F. Remix)                                |
| 2014 | Busy Signal                                 | "Watch Out for This" (Major Lazer Remix)                                   |
| 2014 | Major Lazer                                 | "Come On to Me" (Major Lazer and ETC!ETC! Remix)                           |
| 2014 | QQ (feat. Venomous)                         | "One Drop" (Major Lazer, Shelco Garcia and Teenwolf Remix)                 |
| 2014 | Aidonia                                     | "Pon di Cocky" (Major Lazer, Shelco Garcia and Teenwolf Remix)             |
| 2014 | Davido                                      | "Skelewu" (Major Lazer and Wiwek Remix)                                    |
| 2014 | Flipo and Soca Dennis                       | "Doh Tell Me Dat" (Major Lazer and Jr Blender Remix)                       |
| 2015 | Stromae                                     | "Ave Cesaria" (Major Lazer Remix)                                          |
| 2015 | Kranium (feat. Ty Dolla Sign)               | "Nobody Has to Know" (Major Lazer and KickRaux Remix)                      |
| 2015 | Major Lazer (featuring Nyla and Fuse ODG)   | "Light It Up" (Remix)                                                      |
| 2017 | Anirudh Ravichander                         | "Cold Water" (Indian Remix Diwali Edition) (Anirudh and Major Lazer Remix) |
| 2017 | Ed Sheeran                                  | "Shape of You" (Major Lazer Remix)                                         |
| 2017 | Luis Fonsi (feat. Daddy Yankee)             | "Despacito" (Major Lazer and Moska Remix)                                  |
| 2018 | Cashmere Cat, Major Lazer and Tory Lanez    | "Miss You" (Major Lazer and Alvaro Remix)                                  |
| 2020 | The Weeknd                                  | "Blinding Lights" (Major Lazer Remix)                                      |
| 2020 | Megan Thee Stallion                         | "Savage" (Major Lazer Remix)                                               |
| 2021 | Major Lazer (feat. Aya Nakamura a Swae Lee) | "C'est cuit" (Major Lazer VIP Remix)                                       |
| 2021 | Major Lazer (feat. Sia a Labrinth)          | "Titans" (Major Lazer VIP Remix)                                           |
| 2021 | Camila Cabello                              | "Don't Go Yet" (Major Lazer Remix)                                         |
| 2021 | Camila Cabello                              | "Don't Go Yet" (Major Lazer Dub)                                           |
| 2023 | The Martinez Brothers a Tokischa            | "Kilo" (Major Lazer and Ape Drums Remix)                                   |
| 2023 | Kim Petras a Nicki Minaj                    | "Alone" (Major Lazer Remix)                                                |
| 2023 | MK (feat. Dom Dolla)                        | "Rhyme Dust" (Major Lazer Remix)                                           |
| 2023 | Davido (feat. Musa Keys)                    | "Unavailable" (Major Lazer Remix)                                          |
| 2024 | Zerb (featuring Sofiya Nzau)                | "Mwaki" (Major Lazer Remix)                                                |
| 2024 | Amadou & Mariam                             | "Mogulu" (Major Lazer Remix)                                               |